# Gilvan Lemos
Gilvan de Souza Lemos CavMM (São Bento do Una, 1 de julho de 1928 — Recife, 1 de agosto de 2015) foi um escritor brasileiro.
Nascido no Agreste de Pernambuco, mudou-se para o Recife pouco antes de completar 21 anos. Em 1956 ganhou o Prêmio Vânia Souto de Carvalho, da Secretaria de Educação do Estado, com Noturno sem música, seu primeiro romance, escrito em 1951 e lançado pela Editora Nordeste. Ganhou notoriedade nacional a partir de 1968, com o livro Emissários do diabo, publicado pela Editora Civilização Brasileira. 
Em 1993, Lemos foi admitido pelo presidente Itamar Franco à Ordem do Mérito Militar no grau de Cavaleiro especial.
Com 25 livros publicados, entre novelas, romances e contos, além de participação em antologias, Gilvan Lemos foi vencedor de vários prêmios regionais e nacionais, tendo parte de sua obra relançada pela Cepe Editora, entre 2012 e 2015, incluindo Os olhos da treva, O anjo do quarto dia, Emissários do diabo e Jutaí menino. Sua bibliografia inclui ainda A noite dos abraçados (1975), Os pardais estão voltando (1983) e Morcego cego (1998), entre outros. Aposentado como funcionário público, passou a se dedicar exclusivamente à literatura até falecer, em 1º de agosto de 2015, aos 87 anos.

## Obras

### Romances
- Noturno sem música (editora Nordeste, 1951)[4][5].
- Jutaí Menino (Edições O Cruzeiro, 1968).
- Emissários do diabo (editora Civilização Brasileira, 1968).
- Os olhos da treva (editora Civilização Brasileira, 1975 / Companhia Editora de Pernambuco - Cepe, 2012)[nota 2]
- O anjo do quarto dia (editora Globo, 1976).
- Os pardais estão voltando (editora Guararapes, 1983).
- Espaço terrestre (editora Civilização Brasileira, 1993).
- Cecília entre os leões (editora Bagaço, 1994).
- A lenda dos cem (editora Civilização Brasileira, 1995).
- Morcego cego (editora Record, 1998).[6][7]

### Contos e Novelas
- O defunto aventureiro (editora Universitária, 1974).
- A noite dos abraçados (editora Globo, 1975).
- Os que se foram lutando (editora Artenova, 1976).
- Morte ao invasor (editora Francisco Alves, 1984).
- A inocente farsa da vingança (editora Estação Liberdade, 1991).
- Neblinas e serenos (editora Bagaço, 1994).
- Na rua padre silva (editora Nossa Livraria,2007)

## Prêmios
- Prêmio Vânia Souto Carvalho, da Secretaria de Educação de Pernambuco, com o livro Noturno sem música (1957);
- Prêmio Orlando Dantas com o livro Jutaí menino (1962);
- Prêmio Olívio Montenegro, da UBE-PE, com o livro Jutaí menino (1962);
- Prêmio Othon Bezerra de Melo, da Academia Pernambucana de Letras com o livro Emissários do Diabo (1968);
- Menção Honrosa no Prêmio José Lins do Rego com o livro de contos O Defunto Aventureiro (1975);

## Acadêmico
Tomou posse, por procuração, como sócio efetivo da Academia Pernambucana de Letras, na cadeira 26, no dia 27 de fevereiro de 2012, sendo, na sessão presidida por Fátima Quintas, representado pela sobrinha, Lívia Valença, em razão de ter sofrido uma queda na semana anterior, quando fraturou o tornozelo direito.